# Пирис-ду-Риу (микрорегион)

Пирис-ду-Риу на карте.

Пирис-ду-Риу (порт. Microrregião de Pires do Rio) — микрорегион в Бразилии, входит в штат Гояс. Составная часть мезорегиона Юг штата Гойас. Население составляет 93 214 человек (на 2010 год). Площадь — 9496,252 км². Плотность населения — 9,82 чел./км².

## Демография
Согласно сведениям, собранным в ходе переписи 2010 г. Национальным институтом географии и статистики (IBGE), население микрорегиона составляет:						
| Полное население                             | Полное население                             | Полное население                             | Полное население                             | 93 214 |
| -------------------------------------------- | -------------------------------------------- | -------------------------------------------- | -------------------------------------------- | ------ |
| в том числе:                                 | Городское население                          | 67 907                                       | Процент городского населения, %              | 72,85  |
|                                              | Сельское население                           | 25 307                                       | Процент сельского населения, %               | 27,15  |
|                                              | Мужское население                            | 47 125                                       | Процент мужского населения, %                | 50,56  |
|                                              | Женское население                            | 46 089                                       | Процент женского населения, %                | 49,44  |
| Плотность населения, чел/км²                 | Плотность населения, чел/км²                 | Плотность населения, чел/км²                 | Плотность населения, чел/км²                 | 9,82   |
| Население микрорегиона в % к населению штата | Население микрорегиона в % к населению штата | Население микрорегиона в % к населению штата | Население микрорегиона в % к населению штата | 1,55   |

## Статистика
- Валовой внутренний продукт на 2003 год составляет 678 349 953,00 реалов (данные: Бразильский институт географии и статистики).
- Валовой внутренний продукт на душу населения на 2003 год составляет 7475,88 реалов (данные: Бразильский институт географии и статистики).
- Индекс развития человеческого потенциала на 2000 год составляет 0,755 (данные: Программа развития ООН).

## Состав микрорегиона
В составе микрорегиона включены следующие муниципалитеты:
1. Кристианополис
2. Гамелейра-ди-Гояс
3. Оризона
4. Палмелу
5. Пирис-ду-Риу
6. Санта-Крус-ди-Гояс
7. Силвания
8. Сан-Мигел-ду-Паса-Куатру
9. Урутаи
10. Вианополис